# ノルディン・ヴォーテル
ノルディン・シバディフ・ヴォーテル（Nordin Sibadich Wooter, 1976年8月24日 - ）は、オランダとスリナムの元サッカー選手。ポジションはミッドフィールダー。

## 経歴
アヤックス・アムステルダムで若くして頭角を現すとUEFAチャンピオンズリーグ 1995-96のパナシナイコスFC戦でゴールを決め、チャンピオンズリーグ準決勝で得点を記録した史上初の10代の選手となった。その後はスペインのレアル・サラゴサやイングランドのワトフォードFCにも在籍した。